# William Anthony Gamson
William Anthony Gamson (27 de enero de 1934 - 23 de marzo de 2021) fue profesor de Sociología en la Universidad de Boston, lugar donde también fue codirector del Proyecto de investigación y acción sobre los medios de comunicación.
Desde la década de 1960 es autor de numerosos libros y artículos que tratan sobre discursos políticos, medios de comunicación de masas y movimientos sociales en relación. Entre sus obras destacan: Poder y descontento (1968), La estrategia de la Protesta Social (1975), Encuentros con autoridad injusta (1982) y Hablando política (2002), así como numerosas ediciones de SIMSOC.
Se doctoró en el año 1959 en la Universidad de Míchigan, donde fue maestro desde el año 1962 hasta el año 1982. En el año 1962 ganó el Premio AAAS (Asociación Americana para la Ciencia Avanzada) por su investigación en Ciencias del Comportamiento y en el año 1978 además de recibir una beca Guggenheim,  fue becario del Centro de Estudios Avanzados en Ciencias del Comportamiento de Stanford. En 1994 se convirtió en el 85.º presidente de la Asociación Americana de Sociología (ASA).
Gamson fue uno de los organizadores de la manifestación contra la guerra de Vietnam celebrada en 1965 en la Universidad de Míchigan. Participó en diversas protestas contra la guerra durante los años 60 y principios de los 70, también dirigió un grupo de profesores universitarios que se manifestaron en contra de la participación de la universidad en investigación militar. Su esposa, Zelda F. Gamson, participó activamente en el movimiento pacifista y en la Marcha sobre Washington de 1971.
El investigador también fue creador de juegos de simulación utilizados principalmente en entornos de enseñanza y formación organizativa, entre los que se incluyen SIMSOC: Sociedad Simulada (1969), Noticias: Una simulación de las noticias de TV (1984), y Juego de Justicia Global (2007).
Desempeñó un papel decisivo en la creación de deportes de fantasía, dando lugar al "Seminario de Béisbol” como la primera liga de béisbol de fantasía en Boston en 1960. Más tarde, llevó su idea a la Universidad de Míchigan, donde algunos profesores tales como el historiador Robert Sklar se animaron a participar como jugadores junto a alumnos como Daniel Okrent, que destaca por ser autor de un libro clave para la industria moderna de los deportes de fantasía.
Ley de Gamson
La Ley de Proporcionalidad de Gamson o Ley de Gamson fue descubierta por Eric C. Browne y Mark N. Franklin en 1971, en defensa de una teoría sobre la existencia de proporcionalidad entre la representación numérica de cada fuerza política y su número de escaños en el parlamento. En el caso de William Ganson, destaca la teoría que propuso en su artículo Una teoría de formación de coalición de 1961.